# Cernay-en-Dormois
Cernay-en-Dormois é uma comuna francesa na região administrativa do Grande Leste, no departamento de Marne. Estende-se por uma área de 24.82 km², e possui 144 habitantes, segundo o censo de 2018, com uma densidade de 5.8 hab/km².